# 국립산림과학원
국립산림과학원(國立山林科學院, National Institute of Forest Science/NIFoS)은 산림환경·임산공학·산림자원·임목육종·임업생산기술분야의 시험·연구·조사 및 시험림·육종림의 관리에 관한 사무를 관장하는 대한민국 산림청의 소속기관이며, 책임운영기관이다. 서울특별시 동대문구 회기로 57에 위치하고 있다. 원장은 고위공무원단 가등급에 속하는 임기제공무원으로 보한다.

## 연혁
- 1949년 2월 23일: 농림부 소속으로 중앙임업시험장 설립.[3]
- 1949년 10월 21일: 소속기관으로 함양·하동지장 및 광릉출장소를 설치하고 함양지장 소속으로 마산·산청·입양출장소를, 하동지장 소속으로 화개·악양·청암출장소를 둠.[4]
- 1953년 8월 13일: 소속기관으로 완도출장소를 설치.[5]
- 1956년 4월 6일: 소속기관으로 수원육종지장을 설치.[6]
- 1957년 5월 28일: 농사원 소속 임업시험장으로 개편.[7] 광릉·완도·마산·산청·입양·화개·악양·청암출장소를 폐지.
- 1961년 10월 2일: 농사원 시험국의 하부조직인 임산부로 개편.[8] 수원육종지장 폐지.
- 1962년 4월 1일: 농촌진흥청 소속 임업시험장으로 개편. 함양지장을 폐지.[9]
- 1963년 10월 5일: 임업시험장으로부터 임목육종에 관한 사무를 이관받아 농촌진흥청 소속으로 임목육종연구소를 설치하고, 하동지장을 남부지장으로 개편.[10]
- 1965년 4월 21일: 임업시험장의 소속기관으로 광릉출장소를, 임목육종연구소의 소속기관으로 함양출장소를 설치.[11]
- 1967년 1월 1일: 임업시험장과 임목육종연구소를 산림청 소속으로 변경.[12] 광릉출장소와 함양출장소를 폐지.
- 1970년 7월 28일: 임업시험장의 소속기관으로 진해지장 설치.[13]
- 1987년 12월 5일: 임업시험장을 임업연구원으로, 진해지장을 진해시험관리소로 개편.[14]
- 1995년 1월 28일: 진해시험관리소 폐지.[15]
- 1998년 8월 1일: 임목육종연구소를 임업연구원의 하부조직인 산림육종부로 편입.[16]
- 2001년 1월 1일: 책임운영기관으로 지정.[17]
- 2004년 1월 9일: 국립산림과학원으로 개편.[18]

## 조직
=======원장=======

- 운영지원과

- 연구기획과
- 산림ICT 연구센터

<미래산림전략연구부>

- 산림정책연구과

- 국제산림연구과

- 산림휴먼서비스연구과

<산림환경보전연구부>

- 산림생태연구과

- 도시숲연구과

- 산불연구과
 - 산림병해충연구과 
 - 산사태연구팀
<산림생명자원연구부>

- 산림생명정보연구과

- 임목자원연구과

- 산림특용자원연구과

- 산림미생물연구과

<임산자원이용연구부>

- 목재산업연구과

- 목재공학연구과

- 임산소재연구과

+연구소
- 산림기술경영연구소

- 산림바이오소재연구소

- 난대·아열대산림연구소

- 산림약용자원연구소

## 같이 보기
- 국립농업과학원
- 국립식량과학원
- 국립축산과학원
- 국립원예특작과학원
- 국립수산과학원